# Truck On (Tyke)
"Truck On (Tyke)" é uma canção da banda britânica de rock T. Rex, escrita por Marc Bolan e lançada como single em 24 de novembro de 1973 pela EMI Records. Nem a faixa, nem o seu lado B, "Sitting Here", aparecem em um álbum. No entanto, ambos foram adicionados como faixas bônus em reedições do álbum Zinc Alloy and the Hidden Riders of Tomorrow (1974).
O single foi mal recebido pela crítica e não teve um desempenho tão bom nas tabelas musicais quanto os singles anteriores da banda. A canção ficou na parada musical britânica por um total de onze semanas, chegando ao 12º lugar. Foi o penúltimo single do T. Rex, antes de "Teenage Dream", a quebrar o top 20 até "New York City".